# Sapromyza nigripalpus
Sapromyza nigripalpus är en tvåvingeart som först beskrevs av Walker 1849.  Sapromyza nigripalpus ingår i släktet Sapromyza och familjen lövflugor. Inga underarter finns listade i Catalogue of Life.